# Super 8 Classic
De Super 8 Classic (voorheen Grote Prijs Raymond Impanis, nadien Grote Prijs Impanis-Van Petegem en vervolgens Primus Classic Impanis-Van-Petegem) is een eendaagse wielerwedstrijd in België. De wedstrijd werd, als eerbetoon aan de renner Raymond Impanis, in 1982 voor het eerst georganiseerd in de omgeving van diens geboorteplaats Berg (Kampenhout).
Aanvankelijk had de koers Haacht als start en aankomst, maar reeds in het tweede jaar werd het een rit in lijn tussen Kampenhout en Sint-Niklaas. Later verhuisde de meet naar Belsele.
De wedstrijd werd na 1994 van de kalender gehaald. Vanaf 2005 werd hij opnieuw georganiseerd, eerst voor junioren en vanaf 2006 voor eliterenners zonder contract. Vanaf 2011 werd het weer een volwaardige profkoers in de UCI-klasse 1.2. Om de wedstrijd nieuw leven in te blazen, werd hij ook gekoppeld aan een ander Vlaams kampioen: Peter Van Petegem. Hij ging dan ook van start als de 1e Grote Prijs Impanis-Van Petegem. Vanaf 2012 kreeg de wedstrijd een 1.1-statuut in het kader van de UCI Europe Tour. Vanaf 2015 werd de koers opnieuw bevorderd naar een wedstrijd “Hors Categorie” (1.HC van de Europe Tour). Sinds 2020 maakt deze wedstrijd deel uit van de UCI ProSeries (vroegere HC).
De start vindt plaats in de geboorteplaats van Peter Van Petegem, Brakel en de aankomst ligt in Vlaams-Brabant, op grens van Haacht en Boortmeerbeek.
Vanaf 2014 werd de naam aangepast naar Primus Classic, naar het pilsmerk Primus, van hoofdsponsor Brouwerij Haacht aan wiens poorten de finishlijn is gelegen.
In 2020 kon de wedstrijd niet doorgaan wegens de uitbraak van de coronapandemie in België. De Ronde van Frankrijk werd verplaatst van 27 juni tot 19 juli naar 29 augustus tot 20 september waardoor de Primus Classic die op 19 september 2020 zou doorgaan niet uitgezonden zou worden op de televisie. Hierdoor haakten sponsors af en werd het te moeilijk om de koers te organiseren.
In 2023 besliste hoofdsponsor Brouwerij Haacht om de naam te veranderen naar Super 8 Classic, om hun nieuwe lijn in de kijker te zetten.

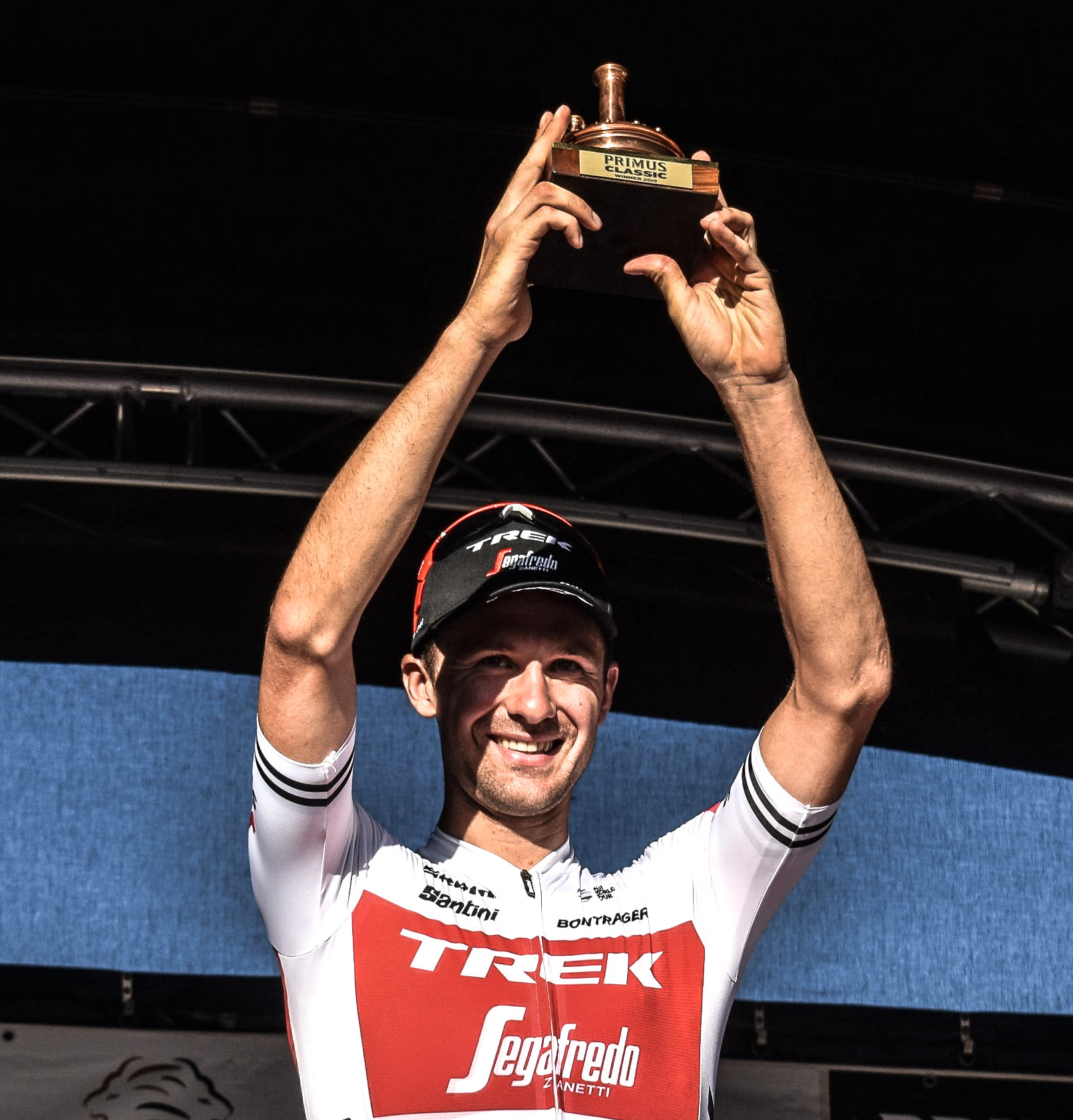
Edward Theuns, winnaar van de editie in 2019.

## Meervoudige winnaars
| Overwinningen | Renner           | Land      | Jaren      |
| ------------- | ---------------- | --------- | ---------- |
| 2             | Wiebren Veenstra | Nederland | 1990, 1991 |

## Overwinningen per land
| Overwinningen | Land                                   |
| ------------- | -------------------------------------- |
| 11            | België                                 |
| 6             | Nederland                              |
| 3             | Australië                              |
| 1             | Colombia, Duitsland, Frankrijk, Italië |